# Roderich von Stintzing
Roderich von Stintzing (Altona, 1825. február 8. – Oberstdorf, 1883. szeptember 13.) német jogász, jogtörténész, romanista.

## Élete
Johann Wilhelm Stintzing orvos és Wilhelmina Elisabeth Niemann fia. Hamburgban érettségizett, majd 1841 és 1848 között Jéna, Heidelberg, Berlin és Kiel egyetemein tanult. Ezután Plönben ügyvédkedett, majd 1850. május 1-jén feleségül vette Franziska Karoline Bokelmannt (1828–1908). 1851-ben Heidelbergbe költöztek, itt Stintzinget 1852. január 5-én jogi doktorrá avatták. 1854-ben Bázelben, 1857-ben Erlangenben, 1870-ben Bonnban lett egyetemi tanár.

## Művei
- Fr. R. v. Savigny (Berlin, 1862)
- Geschichte der populären Litteratur des röm. kanon. Rechts in Deutschland (Lipcse, 1867)
- Geschichte der Rechtswissenschaft (fő műve, Münden és lipcse 1880-84, bevégzetlen)
- Der Besitz (1895)

## Fordítás
- Ez a szócikk részben vagy egészben  a   Roderich von Stintzing című német Wikipédia-szócikk fordításán alapul.  Az eredeti cikk szerkesztőit annak laptörténete sorolja fel. Ez a jelzés csupán a megfogalmazás eredetét és a szerzői jogokat jelzi, nem szolgál a cikkben szereplő információk forrásmegjelöléseként.